# Dirty Boogie
Dirty Boogie, sottotitolo "Il grande romanzo del Rock" è una trasmissione radiofonica italiana in onda sulle frequenze di Radio 2.
Nata nel gennaio del 2012 racconta le storie delle canzoni, dei dischi, gli aneddoti, i momenti fondamentali del rock che hanno contribuito a definire e cambiare la storia della musica.
Con il contributo di varie importanti firme del giornalismo musicale italiano.
In onda dal lunedì al venerdì, dalle 19.55 alle 20.05

## Cronologia dei cicli e delle puntate
- Dirty Boogie del 30/01/2012 - Louie Louie: L'FBI contro il rock and roll - di Ernesto Assante
- Dirty Boogie del 31/01/2012 - La notte di Satisfaction - di Ezio Guaitamacchi
- Dirty Boogie del 01/02/2012 - L'arcobaleno digitale dei Radiohead - di Gianni Sibilla
- Dirty Boogie del 02/02/2012 - Litfiba: Eroi Nel Vento - di Federico Guglielmi
- Dirty Boogie del 03/02/2012 - Eruption: La chitarra che cambiò il rock - di
- Dirty Boogie del 30/04/2012 - Bruce Springsteen: Born to Run, come nasce un capolavoro - di Carlo Massarini
- Dirty Boogie del 01/05/2012 - James Brown Una notte nel nome di Martin Luther King - di Mauro Zanda
- Dirty Boogie del 02/05/2012 - Lou Reed: geniali fallimenti - di
- Dirty Boogie del 03/05/2012 - Tom Waits e Rickie Lee Jones: Blue Valentines - di Claudia Durastanti
- Dirty Boogie del 04/05/2012 - Francesco De Gregori: Per brevità chiamato artista - di Malcom Pagani
- Dirty Boogie del 03/12/2012 - Johnny Cash: Risorgere prima di morire - di Andrea Scanzi
- Dirty Boogie del 04/12/2012 - Sam Cooke: La prima stella del Soul - di Alberto Castelli
- Dirty Boogie del 05/12/2012 - Leonard Cohen: La strada sbagliata era quella giusta - di Luca Mastrantonio
- Dirty Boogie del 06/12/2012 - The Smiths: La rivincita dei perdenti - di Chiara Calpini
- Dirty Boogie del 07/12/2012 - Il Rock e il mito della Frontiera - di Maurizio Iorio
- Dirty Boogie del 17/12/2012 - Londra 1977: Quando il Reggae incontra il Rock - di Giorgio Battaglia
- Dirty Boogie del 18/12/2012 - Frank Zappa: Il folle tour italiano del 1982 - di Maurizio Principato
- Dirty Boogie del 19/12/2012 - La strada e il cielo: Da Jackson Browne a Francesco De Gregori - di Ermanno Labianca
- Dirty Boogie del 20/12/2012 - Bryan Ferry e i Roxy Music: Inseguire l'altrove - di Andrea Silenzi
- Dirty Boogie del 21/12/2012 - Joe Strummer e i Clash: la musica dell'apocalisse - di Daniela Amenta